# 임헌정
임헌정(林憲政, 1953년 9월 15일 ~ )은 대한민국의 지휘자 겸 대학 교수이다. 충청북도 청주시에서 태어났으며, 서울대학교 음악대학에서 작곡을 전공했다.
제14회 동아음악콩쿠르에서 작곡부문 대상을 차지하며 작곡가로서도 뛰어난 재능을 보인 바 있는 임헌정은 서울대 음대 졸업 이후 미국 메네스 음악대학(Mannes College The New School for Music)과 줄리아드 스쿨에서 작곡과 지휘를 공부하고 1985년에 귀국하였다.
귀국한 해에 서울대학교 음악대학 작곡과 지휘전공 전임교수로 임용되었으며, 1989년부터 25년간 부천 필하모닉 오케스트라(부천필)의 상임지휘자를 지냈다.
서울대 음대 재학 시절 그가 이끈 스트라빈스키의 발레 음악 《병사의 이야기》 초연은 파격적인 도전으로 평가받았다. 또한 부천필과 함께 1999년부터 2003년까지 진행한 ‘말러 교향곡 전곡 연주 시리즈’는 국내에서 처음으로 말러의 교향곡 전곡을 성공적으로 연주해냄으로써 한국 클래식계에 ‘말러 신드롬’이라는 커다란 붐을 일으켰다고 평가된다. 
《동아일보》가 국내 음악인들을 대상으로 실시한 설문조사에서 ‘국내 최고의 지휘자’로, 《한겨레》 기획 ‘한국의 미래를 열어갈 100인’ 중 한 사람으로 선정되기도 하였다. 또한 한국음악협회 ‘한국음악상’, 문화체육부 지정 ‘오늘의 젊은 예술가상’, ‘우경문화예술상’, ‘서울음악대상', ‘대한민국 문화예술상(대통령상)’, ‘대원음악상 특별공헌상’을 받으며 음악적 성과를 입증했다. 2005년에는 부천시를 문화예술도시로 발전시키는데 기여한 점이 고려되어, 부천필이 음악단체로는 처음으로 한국의 노벨상이라고 불리는 호암상을 받도록 이끌기도 했다. 
현재 충북도립교향악단 제 5대 예술감독과 서울대학교 작곡과 지휘전공 명예교수로 활발한 활동을 하고 있다. 
| 전임 최희준 | 제5대 국립심포니오케스트라(구,코리안심포니 오케스트라) 예술감독·상임지휘자 2014년 1월 26일 ~ | 후임 정치용 |

|  | 부천 필하모닉 오케스트라 계관지휘자 2014년 ~ |

|  | 제1대 부천 필하모닉 오케스트라 상임지휘자 1989년 ~ 2014년 | 후임 박영민 |

|  | 원주시립교향악단 명예 음악감독 1997년 ~ 2004년 | 후임 정치용 |

| 전임 전용우 | 제5대 충북도립교향악단 예술감독 겸 상임지휘자 2023년 ~ |  |